# Tamanqueiro
Raul Soares de Figueiredo, plus communément appelé Tamanqueiro, est un footballeur portugais né le 22 janvier 1903 à Lisbonne et mort le 3 décembre 1941 à Porto.

## Biographie
Il joue pour Olhanense, Benfica et l'Académico Porto.
Il remporte un Campeonato de Portugal en 1924 (équivalent de la coupe aujourd'hui) avec Olhanense, ainsi que deux championnats d'Algarve.
International portugais, il joue les Jeux olympiques 1928 à Amsterdam. L'équipe s'incline en quarts de finale contre l'Égypte.

## Carrière
- 1922-1925 :  SC Olhanense
- 1925-1928 :  Benfica Lisbonne
- 1928-1933 :  SC Olhanense
- 1933-1934 :  Académico Porto

## Palmarès

### En club
Avec Olhanense :
- Vainqueur du Campeonato de Portugal (équivalent de la coupe du Portugal) en 1924
- Champion d'Algarve en 1924 et 1926